# Maillardia pendula
Maillardia pendula är en mullbärsväxtart som beskrevs av Francis Raymond Fosberg. Maillardia pendula ingår i släktet Maillardia och familjen mullbärsväxter. Inga underarter finns listade i Catalogue of Life.